# 新潟県道150号西中通停車場線
新潟県道150号西中通停車場線（にいがたけんどう150ごう にしなかどおりていしゃじょうせん）は、新潟県柏崎市内を通る一般県道である。

## 概要

### 路線データ
- 起点：西中通停車場（新潟県柏崎市大字山本字大門）
- 終点：新潟県柏崎市大字山本（新潟県道369号黒部柏崎線交点）

## 地理

### 通過する自治体
- 新潟県柏崎市

### 接続する道路
- 柏崎市道（起点：柏崎市大字山本字大門、「西中通駅」前）
- 新潟県道369号黒部柏崎線（終点：柏崎市大字山本）

### 周辺
- JR越後線 西中通駅
- 国道8号
- 柏崎市立日吉小学校
- 柏崎西中通郵便局